# Стшелно
Стшелно (пољ. Strzelno) град је у Пољској у Војводству кујавско-поморском. По подацима из 2012. године број становника у месту је био 5858.

## Становништво
| 1980. | 2012. |
| ----- | ----- |
| 5.527 | 5.858 |